# Liên đoàn bóng đá Moldova
Liên đoàn bóng đá Moldova (tiếng România: Federaţia Moldovenească de Fotbal) là tổ chức quản lý, điều hành các hoạt động bóng đá ở Moldova. Liên đoàn quản lý đội tuyển bóng đá quốc gia Moldova, tổ chức các giải bóng đá như vô địch quốc gia và cúp quốc gia. Liên đoàn bóng đá Moldova gia nhập UEFA năm 1993 và FIFA năm 1994.